# Suaus
Suaus (en francès Suaux) és un municipi francès situat al departament del Charente i a la regió de la Nova Aquitània. L'any 2007 tenia 370 habitants.

## Demografia

### Població
El 2007 la població de fet de Suaux era de 370 persones. Hi havia 140 famílies de les quals 40 eren unipersonals (28 homes vivint sols i 12 dones vivint soles), 56 parelles sense fills, 36 parelles amb fills i 8 famílies monoparentals amb fills.
La població ha evolucionat segons el següent gràfic:
Habitants censats

### Habitatges
El 2007 hi havia 223 habitatges, 150 eren l'habitatge principal de la família, 38 eren segones residències i 35 estaven desocupats. 220 eren cases i 2 eren apartaments. Dels 150 habitatges principals, 125 estaven ocupats pels seus propietaris, 22 estaven llogats i ocupats pels llogaters i 3 estaven cedits a títol gratuït; 1 tenia una cambra, 7 en tenien dues, 30 en tenien tres, 52 en tenien quatre i 60 en tenien cinc o més. 125 habitatges disposaven pel capbaix d'una plaça de pàrquing. A 65 habitatges hi havia un automòbil i a 70 n'hi havia dos o més.

### Piràmide de població
La piràmide de població per edats i sexe el 2009 era:
| Homes | Edats   | Dones |
| ----- | ------- | ----- |
| 0     | 95 o +  | 4     |
| 0     | 90 a 94 | 0     |
| 0     | 85 a 89 | 8     |
| 8     | 80 a 84 | 4     |
| 16    | 75 a 79 | 12    |
| 8     | 70 a 74 | 20    |
| 4     | 65 a 69 | 4     |
| 8     | 60 a 64 | 4     |
| 4     | 55 a 59 | 12    |
| 16    | 50 a 54 | 12    |
| 24    | 45 a 49 | 20    |
| 12    | 40 a 44 | 16    |
| 12    | 35 a 39 | 12    |
| 4     | 30 a 34 | 8     |
| 12    | 25 a 29 | 8     |
| 8     | 20 a 24 | 0     |
| 32    | 15 a 19 | 4     |
| 16    | 10 a 14 | 12    |
| 8     | 5 a 9   | 4     |
| 4     | 0 a 4   | 0     |

## Economia
El 2007 la població en edat de treballar era de 221 persones, 145 eren actives i 76 eren inactives. De les 145 persones actives 126 estaven ocupades (76 homes i 50 dones) i 19 estaven aturades (7 homes i 12 dones). De les 76 persones inactives 26 estaven jubilades, 15 estaven estudiant i 35 estaven classificades com a «altres inactius».

### Ingressos
El 2009 a Suaux hi havia 153 unitats fiscals que integraven 358,5 persones, la mediana anual d'ingressos fiscals per persona era de 13.808 €.

### Activitats econòmiques
Dels 6 establiments que hi havia el 2007, 2 eren d'empreses de construcció, 1 d'una empresa de comerç i reparació d'automòbils, 1 d'una empresa de transport, 1 d'una empresa d'hostatgeria i restauració i 1 d'una empresa d'informació i comunicació.
L'únic servei als particulars que hi havia el 2009 era un electricista.
L'any 2000 a Suaux hi havia 24 explotacions agrícoles que ocupaven un total de 702 hectàrees.

## Poblacions més properes
El següent diagrama mostra les poblacions més properes.